# 高台寺町
高台寺町（こうだいじちょう）は、愛知県津島市の地名。

## 地理
津島市東部に位置する。東は大坪町・神尾町・金柳町、西は白浜町、南は海部郡蟹江町、北は百島町に接する。

## 歴史

### 人口の変遷
国勢調査による人口および世帯数の推移。
| 1995年（平成7年）  | 119世帯 421人 |  |
| 2000年（平成12年） | 118世帯 366人 |  |
| 2005年（平成17年） | 109世帯 380人 |  |
| 2010年（平成22年） | 142世帯 445人 |  |
| 2015年（平成27年） | 160世帯 483人 |  |

### 沿革
- 江戸時代には尾張国海東郡の尾張藩領佐屋代官所支配の高台寺村として所在[1]。
- 1889年（明治22年） - 百高村大字高台寺となる[1]。
- 1906年（明治39年） - 神守村大字高台寺となる[1]。
- 1955年（昭和30年）1月1日 - 津島市高台寺町となる[1]。

## 交通
- 愛知県道115号津島七宝名古屋線[2]

## 施設
- 浄土宗金蔵寺[2]
- 神明社[2]
- 名古屋西流通センター[2]

### WEB
1. ↑  “愛知県津島市の町丁・字一覧”.   人口統計ラボ. 2023年3月12日閲覧。
2. ↑  総務省統計局 (2017年1月27日). “平成27年国勢調査の調査結果(e-Stat) - 男女別人口及び世帯数 －町丁・字等” (CSV). 2021年7月21日閲覧。
3. ↑  “愛知県津島市の郵便番号一覧”.   日本郵便. 2023年3月11日閲覧。
4. ↑  “市外局番の一覧” (PDF).   総務省 (2022年3月1日). 2022年3月22日閲覧。
5. ↑  総務省統計局 (2014年3月28日). “平成7年国勢調査の調査結果(e-Stat) - 男女別人口及び世帯数 －町丁・字等” (CSV). 2021年7月20日閲覧。
6. ↑  総務省統計局 (2014年5月30日). “平成12年国勢調査の調査結果(e-Stat) - 男女別人口及び世帯数 －町丁・字等” (CSV). 2021年7月20日閲覧。
7. ↑  総務省統計局 (2014年6月27日). “平成17年国勢調査の調査結果(e-Stat) - 男女別人口及び世帯数 －町丁・字等” (CSV). 2021年7月21日閲覧。
8. ↑  総務省統計局 (2012年1月20日). “平成22年国勢調査の調査結果(e-Stat) - 男女別人口及び世帯数 －町丁・字等” (CSV). 2021年7月21日閲覧。
9. ↑  総務省統計局 (2017年1月27日). “平成27年国勢調査の調査結果(e-Stat) - 男女別人口及び世帯数 －町丁・字等” (CSV). 2021年7月21日閲覧。

### 書籍
1. 1 2 3 4 5  「角川日本地名大辞典」編纂委員会 1989, p. 537.
2. 1 2 3 4 5 6  「角川日本地名大辞典」編纂委員会 1989, p. 1726.